# 川口市立戸塚南小学校
川口市立戸塚南小学校（かわぐちしりつ とづかみなみしょうがっこう）は、埼玉県川口市戸塚にある公立小学校。
川口市内の小学校では一番新しい学校である。

## 概要
環境に配慮された施設が多く、ソーラーシステムも導入されている。リサイクル活動も非常に盛んで、テレビ等で紹介されるほど。また、おはスタやはなまるマーケット、NHK、韓国のテレビ局でも取材や紹介されたことがあり、市内での注目を集めた。2010年には開校5周年を迎える。

## 交通
- 武蔵野線 東川口駅下車、徒歩13分。
- 埼玉高速鉄道線 戸塚安行駅下車、徒歩15分。

## 沿革
- 2005年4月1日 - 戸塚小学校、戸塚綾瀬小学校より分離開校

## 教育目標
- ゆめ （夢、希望、目標をもつ子）
- いきいき （いきいきと活躍できる場をもつ子）
- すくすく （すくすくと伸びようと意識する子）

## 特色
- エコスクール・環境教育の推進
- 人とのふれあいを大切にする開かれた学校づくりの推進
- 多様な学習形態の工夫と学習指導の充実